# Guy du Boschet
Guy du Boschet est un ecclésiastique breton qui fut évêque de Cornouaille de 1479 à 1484.

## Biographie
En 1479 après la mort de l'évêque Thibaut de Rieux le chapitre de chanoines élit l'un de ses membres, Jean le Baillif, archidiacre du Désert et maître des requêtes du duc Francois II de Bretagne depuis 1466. Le pape Sixte IV ne tient aucun compte de cette élection et nomme comme évêque de Cornouaille Guy du Boschet ou du Bouchet, docteur in utroque jure, trésorier de la collégiale Sainte-Madeleine de Vitré, vice chancelier de Bretagne depuis 1462, plusieurs fois ambassadeur à Rome, notamment en 1474 qu'il « recommande » au duc le 31 mars 1479.  Le nouveau prélat prête serment au duc le 18 mai suivant et fait son entrée dans sa cité épiscopale le 14 octobre 1480. Avec l'évêque de Saint-Malo Jean L'Espervier  et celui de Nantes Pierre du Chaffault, ils protestent le 30 juin 1481 auprès du souverain pontife pour dénoncer les interventions du nonce apostolique Barzio de Barzi, chargé d'imposer une décime au clergé breton pour financer une hypothétique « Croisade ». En 1483 la peste désole son diocèse et il doit réunir son synode dans l'église Saint-Colomban de Quimperlé. Il se retire ensuite, fuyant la peste, à Nantes où il meurt le 10 janvier 1484.